# 136e régiment d'infanterie (France)
Pour les articles homonymes, voir 136e régiment.
Le 136e régiment d'infanterie (136e RI) est un régiment d'infanterie de l'Armée de terre française créé en 1813 à partir de quatre cohortes du premier ban de la garde nationale. Dissous dès 1814, le régiment est recréé en octobre 1870. Il combat lors de la guerre franco-allemande de 1870 puis lors de la Première Guerre mondiale. Il sert au début de la Seconde Guerre mondiale sur la ligne Maginot et disparaît lors de la bataille de France en juin 1940.

## Création et différentes dénominations
- 14 janvier 1813 : Création du 136e régiment d'infanterie de ligne
- 12 mai 1814 : Le régiment est licencié
- 19 octobre 1870 : Formation du 36e régiment de marche
- 28 octobre 1870 : devient 136e régiment d'infanterie de ligne
- 1871 : dissolution
- 28 septembre 1873 : formation du 136e régiment d'infanterie
- 1er janvier 1925 : dissolution
- 22 août 1939 : formation du 136e régiment d'infanterie de forteresse
- juin 1940 : capture du régiment

## Colonels
- 1813-1814: Alexandre d'Aubremé
- 1870 : Lieutenant-Colonel Allard
- 1873 : Émile Alexandre Herbillon ;
- ?-1905 : colonel J. L. Brière
- 1909 : colonel Paul Maistre ;
- 23 juin 1913 - 9 septembre 1914 : colonel de Cadoudal

## Historique des garnisons, combats et batailles du136eRI

### Guerres de l'Empire

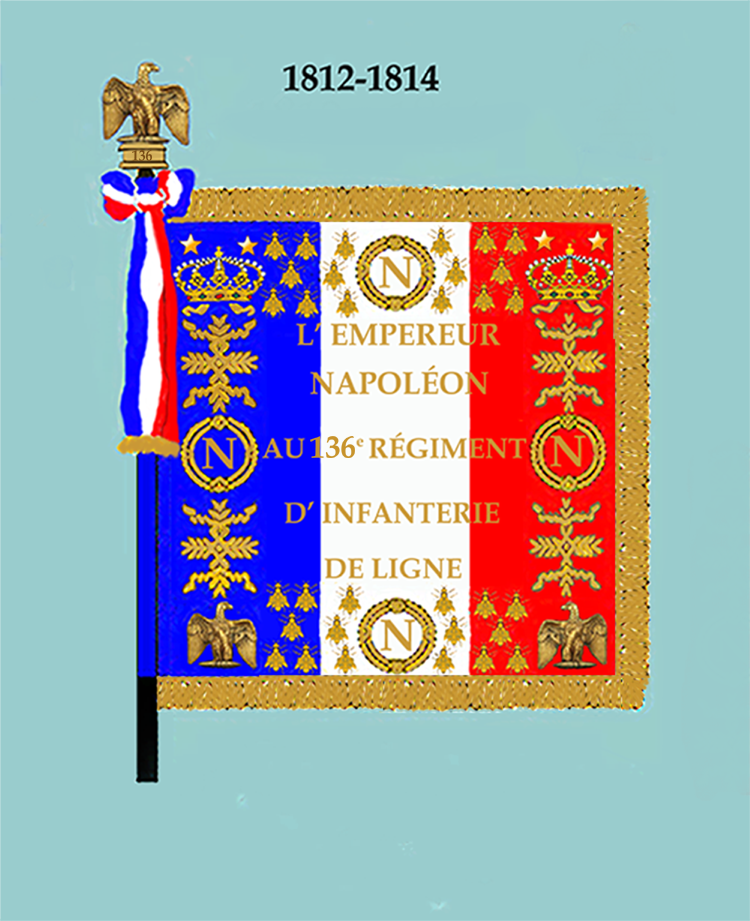
Drapeau modèle de 1812 (avers)

Le 136e régiment d'infanterie de ligne est formé à Paris le 26 janvier 1813, avec les :
- 12e cohorte du premier ban de la garde nationale formée dans le département du Bas-Rhin
- 13e cohorte du premier ban de la garde nationale formée dans le département du Haut-Rhin
- 14e cohorte du premier ban de la garde nationale formée dans le département de l'Ain
- 67e cohorte du premier ban de la garde nationale formée dans le département de l'Mayenne

Formé d’environ 3 500 hommes il est mis en marche et rejoint le 3e corps d'armée avec lequel il participe à la Campagne d'Allemagne et combat à la bataille de Lutzen et de bataille de Bautzen puis du 16 au 19 octobre à la bataille de Leipzig ou il se distingue par sa bravoure.
Durant la campagne de France de 1814 le régiment se trouve aux batailles de Montmirail, de Vauchamps (14 février 1814), de Claye et de Meaux et le 30 mars devant Paris. Un bataillon combat au siège de Soissons en mars-avril 1814.
Le 12 mai 1814, pendant la Première Restauration, le 135e régiment d'infanterie de ligne est licencié, et conformément à l'article 5 de l'ordonnance du 12 mai 1814 :
- Les 1er et 2e bataillons sont incorporés, le 16 août, au 59e régiment d'infanterie de ligne[réf. nécessaire]
- Les 3e, 4e et 5e bataillons (dépôt) au 59e régiment d'infanterie de ligne le 1er juillet[réf. nécessaire].

Le no 136 n'existe plus et devient vacant et le reste jusqu'en 1870.

### Guerre de 1870
Le 36e régiment de marche est créé par décret du 19 octobre 1870 et est mis sur pied par les dépôts des unités repliées à Paris. Le 28 octobre 1870, le 36e régiment de marche devient le 136e régiment d'infanterie de ligne
En novembre 1870, le 136e régiment d'infanterie de ligne forme avec le 4e régiment de zouaves du lieutenant-colonel Méric la 1re brigade sous les ordres du colonel Fournès.
La 1re brigade avec la 2e brigade du colonel Victor Colonieu, deux batteries de quatre et une batterie de mitrailleuses forment la 1re division sous les ordres du général Carey De Bellemare. Cette division fait partie du 3e corps d’armée commandé par le général de division D'Exéa-Doumerc. Commandé par le lieutenant-colonel Allard, le 136e participe le 30 novembre à la bataille de Villiers-Coeuilly. La paix revenue, il est licencié.

### De 1871 à 1914

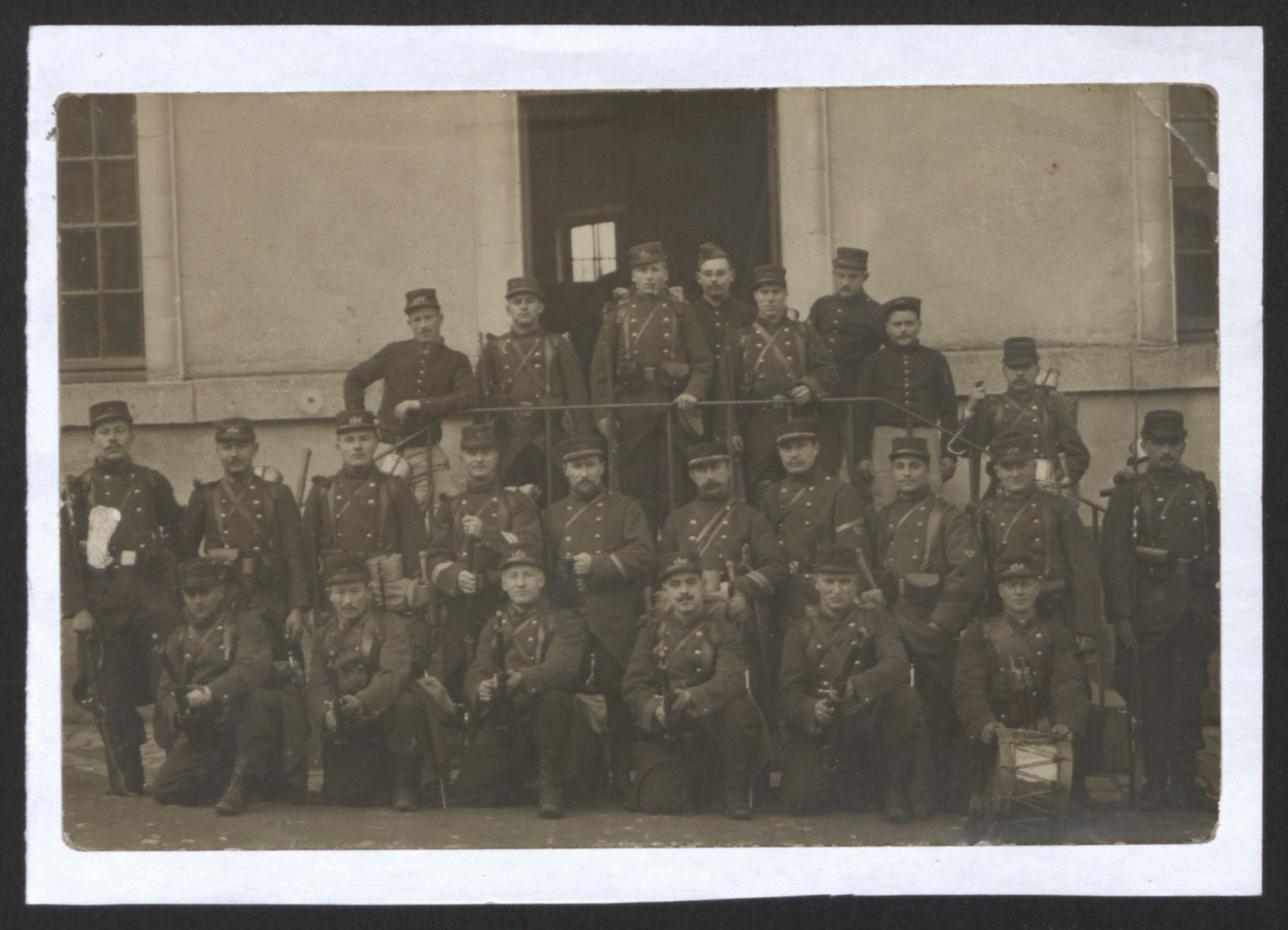
Une section du au début du XXe siècle.

Le régiment est recréé en 1873. En 1914, il est caserné à Saint-Lô et appartient à la 39e brigade de la 20e division d'infanterie du 10e corps d'armée.

### Première Guerre mondiale
À la 39e brigade de la 20e division d'infanterie d'août 1914 à avril 1917 puis à l'infanterie divisionnaire de la 87e division d'infanterie jusqu'en novembre 1918.

#### 1914
- Les Ardennes
- le 24 août : Bataille de Charleroi
- le 29 août : Bataille de Guise
- Bataille de La Marne
- Secteur d'Arras

#### 1915

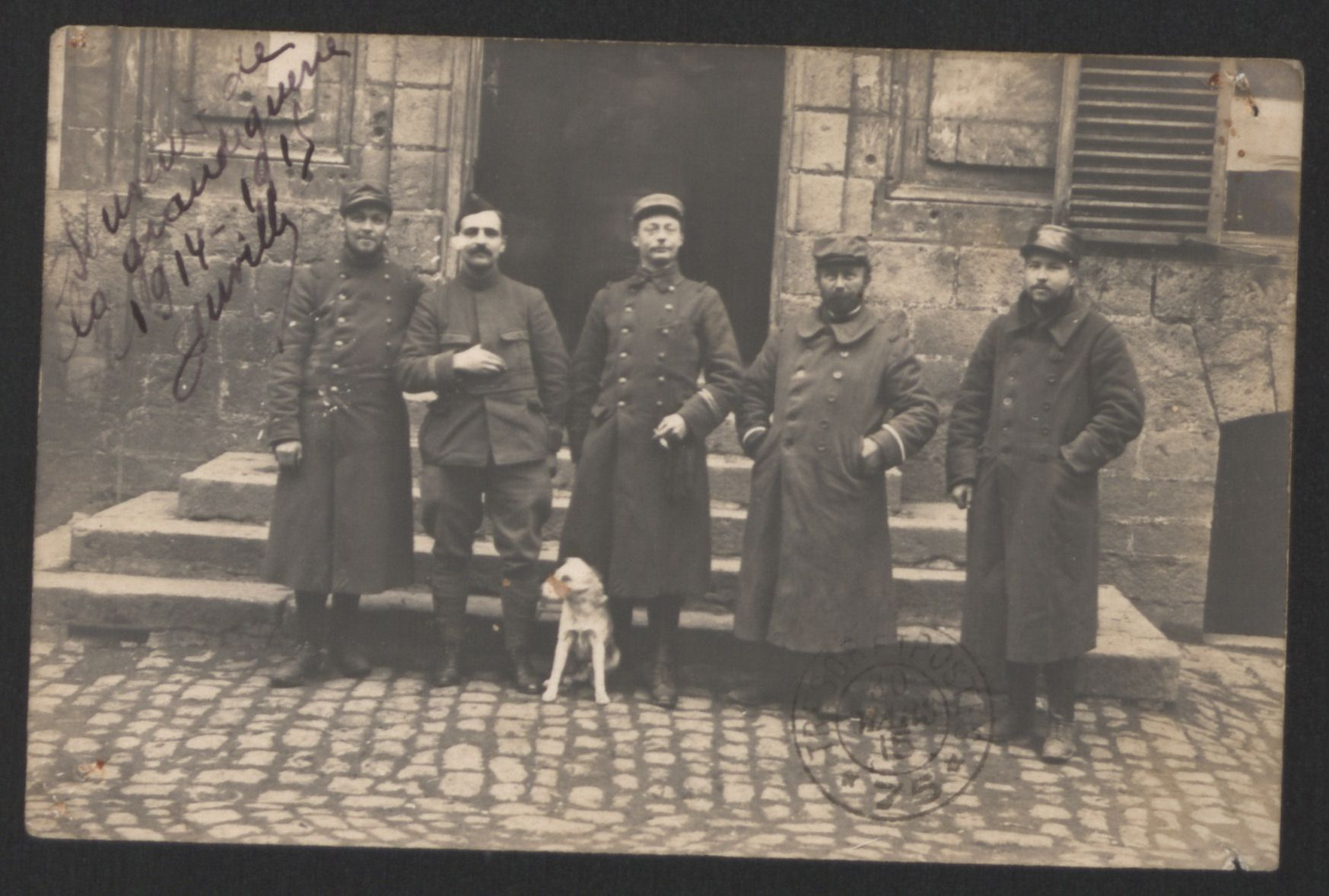
Soldats du vers février-mars 1915.

- Artois
- Argonne

#### 1916
- Argonne
- Bataille de la Somme

#### 1917
- Somme
- Nord de Saint Quentin

#### 1918
- Marne
- Aisne
- Lorraine

### Entre-deux-guerres
Le régiment est dissous le 1er janvier 1925.

### Seconde Guerre mondiale
Le régiment est reformé le 22 août 1939 sous le nom de 136e régiment d'infanterie de forteresse (136e RIF), à partir du Ier bataillon du 155e RIF. Il est affecté au sous-secteur de Mouzon, dans le secteur fortifié de Montmédy.
Lors de la bataille de France, il se replie avec la division légère Burtaire, capturée le 22 juin 1940.

## Drapeau

Dessin du revers du drapeau du.

Il porte, cousues en lettres d'or dans ses plis, les inscriptions suivantes :
- Lützen 1813
- Bautzen 1813
- Montmirail 1814
- Paris 1814
- Saint-Gond 1914
- La Somme 1916
- La Marne 1918

## Décorations
La cravate du régiment est décorée de la Croix de guerre 1914-1918 avec deux citations à l'ordre de l'armée.
Il a le droit au port de la fourragère aux couleurs du ruban de la croix de guerre 1914-1918.

### Monument
Un monument au 136e RIF est situé dans le centre-ville de Carignan.

## Insigne
Régiment d’infanterie de forteresse, rondache dorée bordure blanche ciel bleu château doré mitrailleuse.

## Personnalités ayant servi au136eRI
- Joseph Lotte, écrivain, ami de Charles Peguy. Sous-lieutenant au 136e RI. Mort au front le 27 décembre 1914.
- Paul Maistre, général de division.
- Mathurin Méheut, peintre.
- Adrien Meslier, député de la Seine de 1902 à 1914.
- Maurice Griselle (simple), champion de France de boxe 1932, caporal chef, capturé en juin 1940
  - S.-Lt Léon Watelet (1915-2012) ,chevalier de la légion d'honneur (sous le n°168 mr 83),citation à l'ordre du régiment le 1er juin 1940

### Sources et bibliographie
- Bibliographie fournie par le musée du château de Vincennes.
- Général Andolenko, Recueil d'Historiques de l'Infanterie Française, Eurimprim, 1969.
- Léon Watelet, Le 136 RIF dans la tourmente, SOPAIC éditeur imprimeur, 1988.
- Historique du 136e régiment d'infanterie, Rennes, Imprimerie Oberthur, 1920, 44 p. (lire en ligne).
- Lieutenant L. Montagnon : Historique du 136e régiment d'infanterie. Saint-Lô, Delamare, 1892, in-8, 312 p.
- P. Grolleau : Le siège de Paris, 1870-1871 : souvenirs de campagne d'un soldat du 136e régiment de ligne
- Historiques des corps de troupe de l'armée française (1569-1900)
- French Infantry Regiments and the Colonels who Led Them: 1791 to 1815
- Émile Ferdinand Mugnot de Lyden : Nos 144 régiments de ligne